# Ricardo Amils
Ricardo Amils (Barcelona, 1947) es un microbiólogo español. Se licenció en Química por la Universidad de Barcelona en (1969) y realizó su tesis en el departamento de bioquímica de la facultad de Medicina de la Universidad de Buenos Aires. Es doctor en Ciencias por la Universidad Autónoma de Barcelona (1973).
Es catedrático de microbiología en la Universidad Autónoma de Madrid y actualmente trabaja en el departamento de Planetología y Habitabilidad del Centro de Astrobiología (INTA-CSIC) y en el departamento de Virología y Microbiología del Centro de Biología Molecular Severo Ochoa (CSIC-UAM). Amils investiga en Ecología Microbiana de ambientes extremos (Río Tinto, Salar de Uyuni, Dallol).